# Pietro Martorana
Pietro Martorana (* 1705 in Palermo; † 1759 ebenda) war ein italienischer Maler des klassizistischen Spätbarock auf Sizilien.

## Leben
Martorana war Mitglied einer Künstlerfamilie aus Palermo. Über seine Ausbildung ist nichts bekannt. Stilistisch eignete er sich die Kunst vom zwei Jahre jüngeren Gaspare Serenario an, der seine Ausbildung in der Malwerkstatt von Sebastiano Conca in Rom genossen hatte. Martorana schuf Fresken für die palermiatischen Kirchen Santa Rosalia, Santa Chiara und Santo Carlo. Gemeinsam mit Olivio Sozzi, ebenfalls ein Conca-Schüler, dekorierte er im Auftrag von Michele Gravina Branciforte, Pricipe di Butera dessen Palast in Palermo.
Sein Sohn Gioacchino wurde ebenfalls Maler.